# レーナード・スキナード (アルバム)
『レーナード・スキナード』（原題：(Pronounced 'Lĕh-'nérd 'Skin-'nérd)）は、アメリカ合衆国のロック・バンド、レーナード・スキナードが1973年に発表した初のスタジオ・アルバム。原題は、母音が全てYという一見すると珍妙なバンド名の発音を発音記号で示したもの。

## 解説
レーナード・スキナードを見出したアル・クーパーがプロデュースを担当し、「ルーズヴェルト・グック」という変名で演奏にも参加して、クーパーが設立したレーベル「Sounds of the South」からMCAレコードを通じて発表された。ベーシストのレオン・ウィルクソンはレコーディング直前にバンドを脱退しており、バンドのギタリストの1人であるエド・キングが「テューズデイズ・ゴーン」と「ミシシッピー・キッド」を除く全曲でベースを弾いた。ウィルクソンは間もなくバンドに復帰し、本作のジャケットにはメンバー7人が全員写っている。
リリース直後は大ヒットとならなかったが、1974年12月にはRIAAによってゴールドディスクに認定され、1975年にはBillboard 200で最高27位を記録して、1987年7月にはダブル・プラチナに認定された。また、1974年にシングル・カットされた「フリー・バード」は、1975年にBillboard Hot 100で最高19位を記録した。
『ローリング・ストーン』誌が2003年に選出したオールタイム・グレイテスト・アルバム500では401位にランク・インし、後の改訂では381位となった。また、同誌が選出した「オールタイム・ベスト・デビュー・アルバム100」に於いて39位にランク・イン。
リマスターCDには、1973年3月に録音されたデモ・ヴァージョン5曲がボーナス・トラックとして追加された。

## 収録曲
1. アイ・エイント・ザ・ワン - "I Ain't the One" (Gary Rossington, Ronnie Van Zant) - 3:53
2. テューズデイズ・ゴーン - "Tuesday's Gone" (Allen Collins, G. Rossington, R. Van Zant) - 7:32
3. ギミー・スリー・ステップス - "Gimme Three Steps" (A. Collins, R. Van Zant) - 4:30
4. シンプル・マン - "Simple Man" (G. Rossington, R. Van Zant) - 5:57
5. シングス・ゴーイン・オン - "Things Goin' on" (G. Rossington, R. Van Zant) - 4:59
6. ミシシッピー・キッド - "Mississippi Kid" (Al Kooper, R. Van Zant, Bob Burns) - 3:56
7. ポイズン・ウイスキー - "Poison Whiskey" (Ed King, R. Van Zant) - 3:13
8. フリー・バード - "Free Bird" (A. Collins, R. Van Zant) - 9:17

### リマスターCDボーナス・トラック
1. ミスター・バンカー（デモ） - "Mr. Banker (Demo)" (G. Rossington, R. Van Zant, E. King) - 5:22
2. ダウン・サウス・ジューキン（デモ） - "Down South Jukin' (Demo)" (G. Rossington, R. Van Zant) - 2:57
3. テューズデイズ・ゴーン（デモ） - "Tuesday's Gone (Demo)" (A. Collins, G. Rossington, R. Van Zant) - 7:55
4. ギミー・スリー・ステップス（デモ） - "Gimme Three Steps (Demo)" (A. Collins, R. Van Zant) - 5:19
5. フリー・バード（デモ） - "Free Bird (Demo)" (A. Collins, R. Van Zant) - 11:08

## 参加ミュージシャン
- ロニー・ヴァン・ザント - ボーカル
- ゲイリー・ロッシントン - ギター
- アレン・コリンズ - ギター
- ビリー・パウエル - キーボード
- エド・キング - ベース、ギター
- レオン・ウィルクソン - ベース
- ボブ・バーンズ - ドラムス

アディショナル・ミュージシャン
- アル・クーパー（ルーズヴェルト・グック） - ベース、メロトロン、オルガン、バス・ドラム、バッキング・ボーカル
- ロバート・ニックス - ドラムス(#2)
- ボビー・ホール - パーカッション(#3, #5)
- スティーヴ・カッツ - ハーモニカ(#6)